# Самородок

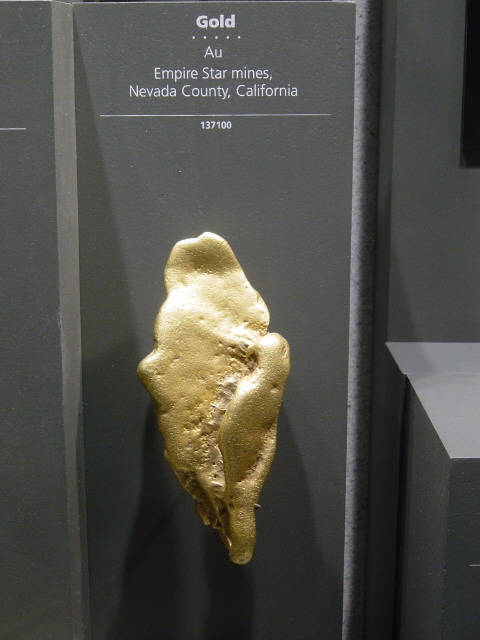
Крупный золотой самородок

Саморо́док (самородные элементы) — сформировавшийся естественным образом самородный элемент. Обычно это кусок металла различной формы и размера, (как правило медь, серебро, золото, платина, ртуть). Реже неметалл — природный камень (алмаз, графит) или полуметалл (самородный мышьяк, самородная сурьма). Самородки чаще встречаются в осадочных горных породах.

## История

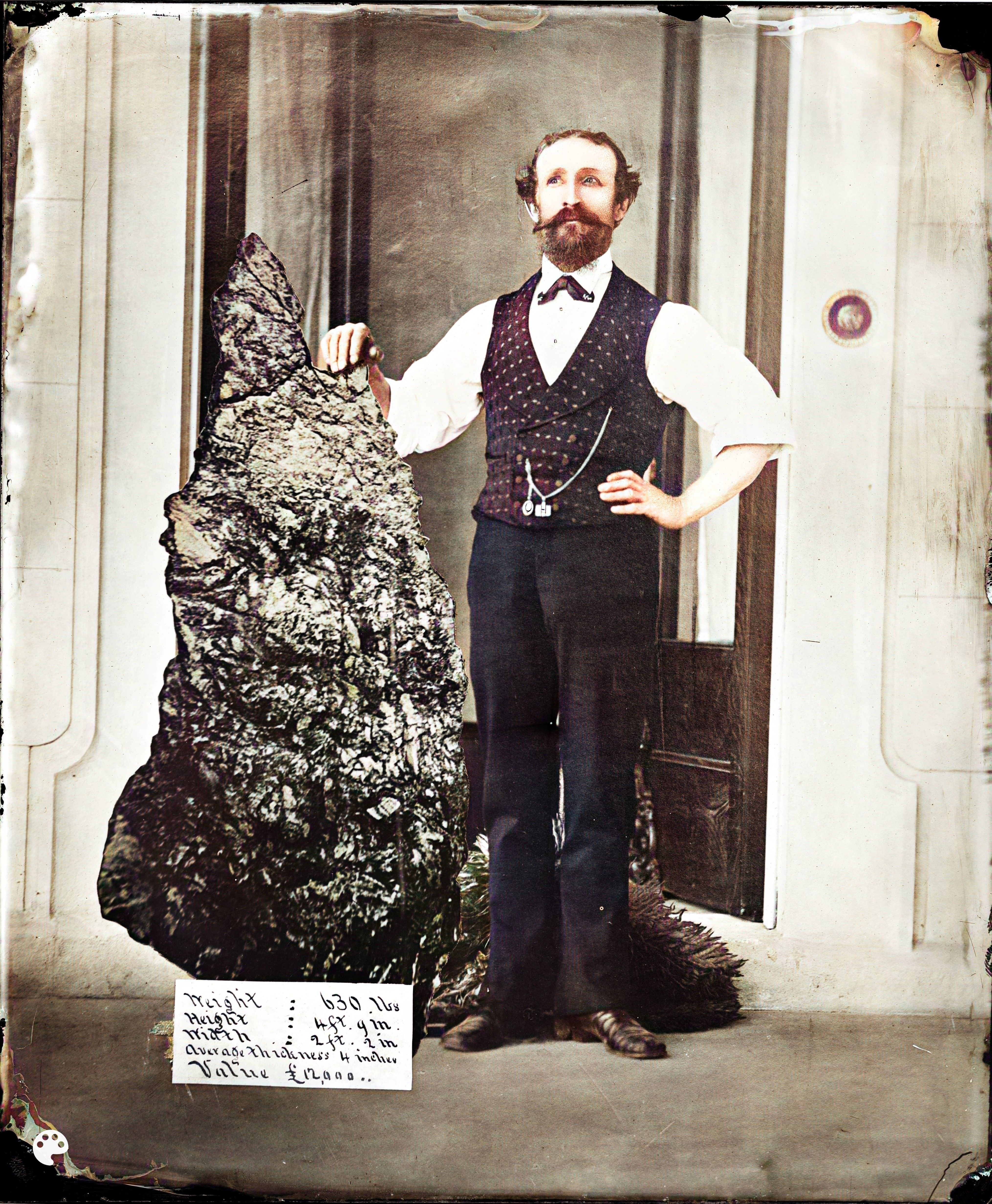
Золото с кварцем из Австралии

В древности[когда?] самородками называли любой самоцветный камень или кусок металла (слово самородок не имеет буквального отношения к камням или металлу), которые выделялись на россыпях простой руды, песка или камней, потом самородками стали преимущественно называть куски металла.
В середине XIX века в Российской империи самородки называли «камень самород».

## Типы и форма
Форма самородков разнообразна, необычна и неповторима.
Самородное серебро, например, также встречается в виде проволоки — проволочное серебро.

## Размеры
Самыми крупными золотыми самородками являются Holtermann Nugget или «плита Холтермана», найденный в 1872 году в Австралии, наибольший линейный размер которого составляет 1,42 метра, а вес более 200 кг. (Вес непосредственно золота в самородке составлял около 100 кг, остальное приходилось на плиту основания.) Стоит отметить и самородок из Чили, вес которого составил 153 кг. Самый крупный платиновый самородок был найден на большом Урале в 1843 году и весил 12 кг.